# Domenica mattina presto
Domenica mattina presto (Early Sunday morning) è un dipinto realista in olio su tela di Edward Hopper del 1930.

## Descrizione
Il dipinto rappresenta alcuni negozi chiusi la Domenica mattina presto sulla settima Avenue di Manhattan; lo stesso Hopper dichiarò infatti che il suo titolo originario era Seventh Avenue shops.

## Storia
L'autore realizzò l'opera durante la grande depressione americana. Il dipinto venne acquistato da Gertrude Vanderbilt, fondatrice del Whitney Museum of American Art e fu la prima opera dell'artista comprata dal museo.